# Fred Janke
Fred C. Janke (28 de abril de 1917- 24 de enero de 2009) fue un practicante de fútbol americano, empresario y político estadounidense. Jugó fútbol americano para la Universidad de Míchigan desde 1936 hasta 1938 y fue el capitán del equipo de fútbol americano 1938 Michigan Wolverines bajo el control del entrenador Fritz Crisler el primer año. Más tarde se convirtió en el presidente y gobernador de la junta industrial de Hancock. También se desempeñó como alcalde en su ciudad natal Jackson, Michigan en el año 1970.

## Primeros años
Fred, nacido en Jackson, Michigan, jugó como futbolista en Jackson High School, y fue seleccionado por todo un estado para hacer frente en su equipo en 1933 y 1934.

## Universidad de Míchigan
En 1935 Janke se matriculó en Universidad de Míchigan donde estudió ingeniería geológica. Jugó como delantero en el fútbol americano del equipo de Michigan Wolverines football desde 1936 hasta 1938. Al comienzo de la temporada 1937, el entrenador en jefe de Michigan Harry Kipke trasladó a Janke desde la posición de delantero a zaguero, pero Janke vuelve a la posición delantero a principios de octubre de 1937.   A pesar de las lesiones que tuvo en el año 1936, 1937 ("una lesión en la rodilla y una infección en el brazo, tenían Fred Janke en el marco actual.")  Janke fue elegido como el capitán del equipo de fútbol de Michigan Wolverines 1938. Fue capitán del primer equipo de fútbol americano de Michigan dirigido por Fritz Crisler.
Janke se superó a pesar de sus lesiones, entonces Crisler lo llamó "el líder del equipo ideal" Escribiendo para el Detroit Free Press el exmariscal de campo de Michigan Tod Rockwell acredita Janke y Tom Harmon, con la creación de un equipo ganador con su nuevo entrenador de línea "Biggie" Munn. Rockwell escribió: «Janke cree que no hay trabajo en el equipo tan importante como la de él. Él está decidido a ser el mejor jugador de fútbol en el equipo. Es plenamente consciente de las responsabilidades de un capitán. Janke tiene derecho a crédito por su parte en la adición al impulso de ese péndulo de fútbol dirigida por Munn».

## Carrera
Tras graduarse de Michigan en 1939, Janke enseñó en Jackson High School y se desempeñó como asistente de entrenador allí. También fue entrenador de fútbol en la Escuela Secundaria St. John en Jackson. Janke se instaló en la Marina de U.S  durante Segunda Guerra Mundial y estuvo destinado en las Filipinas.
Después de la guerra, Janke volvió a entrenar en la Escuela Secundaria de San Juan en Jackson. Más tarde tomó un trabajo en Macklin Grinding Wheels. Él lo haría hasta sus carreras en Hancock Industries (más tarde ITT Hancock Industries), donde se convirtió en presidente y gobernador de la junta.
Él sirvió como el alcalde de Jackson, Michigan desde 1976 hasta 1979. Janke tenía 91 años cuando falleció en enero de 2009